# Friedrich Christian Diez
Friedrich Christian Diez, pe scurt, Friedrich Diez (n. 15 martie 1794, la Gießen, în Hessen-Darmstadt - d. 29 mai 1876, la Bonn) a fost un filolog și romanist german. Este considerat fondator al lingvisticii romanice.

## Biografie
Friedrich Christian Diez și-a făcut sudiile la Gymnasium Humaniste, apoi a studiat la mica universitate elitistă din orașul său natal, Gießen, filologia clasică, cu Friedrich Gottlieb Welcker, care tocmai revenise din Italia, unde fusese doi ani. La universitate, l-a cunoscut pe Lorenz Diefenbach, autor al uneia dintre primele lucrări, care trata în ansamblul lor limbile romanice; a început să se intereseze de germanistică și de studiile celtice de care se va îndepărta ulterior. La universitate a studiat și istoria și cultura italiană.
A participat cu fervoarea patriotică a romantismului suscitat de ocupația napoleoniană, iar la vârsta de abia douăzeci de ani s-a înrolat în armată și a făcut parte din trupele care au pătruns în Franța în timpul campaniei din 1813. A profitat de șederea în Franța pentru a-și aprofunda cunoștințele de limbă și de cultură franceză. Odată cu instaurarea păcii, s-a deșteptat în el interesul pentru literaturile romanice vechi, îndeosebi pentru literatura provensală a trubadurilor, care va deveni în viitor axa intereselor sale. După publicarea de către la Silva a romances viejos, Diez a intrat în contact cu cultura spaniolă și s-a consacrat, în 1818, traducerii unei selecții din Romancero, cât și a două faimoase poeme ale Lordului Byron, Corsarul și Lara.
Imediat, a început să studieze vechea poezie provensală, punând prima piatră unghiulară a studiilor moderne de literaturi romanice din Evul Mediu. În 1818, i-a făcut o vizită lui Goethe, la Weimar; maestrul l-a încurajat și i-a condus eforturile spre studiul acestei limbi și acestei literaturi recent descoperite, sfătuindu-l să citească Choix des poésies originale ale trubadurilor publicată de François Raynouard, între anii 1816-1822, operă în mai multe volume despre care scrisese o recenzie pentru Heidelberg Jahrbücher.
După o ședere de câțiva ani la o școală medie privată, în 1822 Diez s-a mutat la Bonn, unde a deținut poziția de Privatdozent. În 1823, a publicat Introducere în poezia romanică, iar în anul următor i-a apărut o lucrare despre poezia trubadurilor.
Conform celor scrise de Mihai Eminescu „În privința limbei românești Diez are meritul de a fi nimicit pe cale științifică toate basmele despre originea slavă a limbei românești, precum acele erau susținute cu patimă de filologi de școală veche, slavoni, și combătute în acelaș mod nedibaci de școala veche a filologiei românești.”

## Opera
- Altspanische Romanzen (Berlin, 1821)
- Über die Minnehöfe, Beiträge zur Kenntnis der romanischen Poesie (Berlin, 1825; franz. v. Roisin, Lille 1842)
- Die Poesie der Troubadours (Zwickau 1826; 2. Aufl. v. Bartsch, Leipzig 1883; franz. v. Roisin, 1845)
- Leben und Werke der Troubadours (Leipzig 1829, mit zahlreichen Übersetzungen; 2. Aufl. v. Bartsch, das. 1882), worin zum ersten mal eine umfassende und wissenschaftliche Darstellung des Wesens und der Entwicklung der provenzalischen Lyrik im Mittelalter gegeben wird.
- Grammatik der romanischen Sprachen[12](Bonn 1836–38, 3 Bde.; 4. Aufl., Bonn. 1876–77; engl. v.n Cayley, 1862; franz. v. Brachet u.a., 1872–76)
- Etymologisches Wörterbuch der romanischen Sprachen[13] (Bonn 1853, 2 Bde.; 4. Aufl. v. A. Scheler, Bonn 1878), zu dem Jarnik einen Index herausgab (Berlin 1878). Beide Werke behandeln diese Sprachen zum ersten Mal vom vergleichenden historischen Standpunkt aus und sind dadurch für die romanische Philologie epochemachend geworden.
- Altromanische Sprachdenkmale (Bonn, 1846)
- Zwei altromanische Gedichte (Bonn, 1852)
- Über die erste portugiesische Kunst- und Hofpoesie (Bonn, 1863)
- Altromanische Glossare, berichtigt und erklärt (Bonn, 1865)
- Romanische Wortschöpfung (Bonn, 1875)
- Kleinere Arbeiten und Rezensionen (hrsg. v. Breymann, München, 1883)